# Matchbox Twenty
Matchbox Twenty je americká rocková skupina založená v roce 1995 v Orlandu na Floridě. Současnou sestavu tvoří Rob Thomas (klavír, zpěv), Paul Doucette (kytara, vokály), Brian Yale (baskytara), Kyle Cook (kytara, vokály) a Ryan MacMillan (bicí, perkuse).

## Diskografie
- Yourself or Someone Like You (1996)
- Mad Season (2000)
- More Than You Think You Are (2002)